# برينهيلد أوليفييه
برينهيلد أوليفييه (20 مايو 1887 - 13 يناير 1935) واحدة من أربع أخوات مشهورات بأفكارهن التقدمية، وجمالهن، وارتباطاتهن مع كل من روبيرت بروك، ودائرته في كامبريدج من الوثنيين الجدد، بالإضافة إلى مجموعة بلومزبري. ولدت برينهيلد أوليفييه في بلومزبري، لندن، ونشأت وتلقت تعليمها في المنزل في جامايكا وليمبسفيلد، ساري. على الرغم من عدم حصولها على تعليم عال، فقد شاركت في الأنشطة الثقافية في جامعة كامبريدج، من خلال أخواتها، اللائي كن طالبات جامعيات هناك.
تزوجت برينهيلد أوليفييه مرتين، الأولى من مؤرخ الفن، هيو بوبهام في عام 1912، وأنجبت منه ثلاثة أطفال، من بينهم عالمة الفنون آن أوليفييه بيل. لاحقًا، تزوجت (فرانسيس) ريموند جورج ناسون شيرارد وأنجبت ثلاثة أطفال آخرين، من بينهم الشاعر فيليب شيرارد. توفيت برينهيلد أوليفييه في لندن من فقر الدم اللاتنسجي عام 1935، عن عمر ناهز 47 عامًا.

## كامبريدج، وروبيرت بروك، والوثنيون الجدد (1907-1912)
لفتت برين انتباه روبيرت بروك لأول مرة في رحلة تزلج جامعية لجامعة كامبريدج إلى أندرمات، سويسرا في عام 1907. لم تكن برين طالبة جامعية ولكنها جاءت مع أختها الكبرى مارغري، وهي شخصية مهمة في جمعية كامبريدج فابيان. ذهب بروك إلى كلية الملك لدراسة الأدب الكلاسيكي في عام 1906، وكان عضوًا في اللجنة التوجيهية لجمعية فابيان ثم رئيسًا (1909-1910). في المساء، قدم الحفل عروضًا مسرحية، وفي فيلم أهمية أن تكون جادًا لأوسكار وايلد، لعبت برين دور سيسيلي في فريق بروك ألغيرنون. على الرغم من أن السيدة ليون، صديقة والدة روبيرت، وصيفة مصاحبة عن كثب، لكنه كتب بحماس إلى ابنة عمه إيريكا كوتريل عن هذا اللقاء «هناك واحدة!... هناك واحدة!... في العشرين من عمرها، جميلة جدًا، ولطيفة، وكل شيء... أعشقها». وصفها أحد المعاصرين بأنها «الأكثر جاذبية... حلوة، وساحرة، ومرحة. عيونها كهرمانية شاحبة للغاية».
بعد ذلك بوقت قصير، انضمت برين إلى والديها في جامايكا حيث أمضت معظم عام 1908. في مايو من ذلك العام، التقى بروك ببقية عائلة أوليفييه عندما قدم كامبريدج فابيانز مأدبة عشاء على شرف السير سيدني، حيث حضر هو والسيدة مارغريت، جنبًا إلى جنب مع مارغري ودافني ونويل، بينما بقيت برين في جامايكا. جلس بروك أمام نويل البالغة من العمر خمسة عشر عامًا، مرتدية زيها المدرسي، وعلى الرغم من أن برين كانت الأجمل، لكن بروك سعى وراء أختها الصغرى بعد ذلك.
في يوليو 1908، جلب إنتاج روبيرت بروك لكوموس ميلتون في كامبريدج العديد من نساء نيونهام للمساعدة، ووظف نويل لتنظيف فراشي الطلاء. حضرت جميع البنات الأربع الإنتاج، وقرر بروك أنه مغرم بنويل. ثم بدأ بروك في الظهور في بيداليس، ليمبسفيلد وحيثما تواجدت الفتيات تواجد هو. بدأ هو ونويل مراسلات غزلية، وأصبحا مخطوبين سرًا بعد ذلك بعامين. أصبحت علاقتهما أصل العديد من قصائده. شكّل جاك ريفرات، الذي وصف برين بأنها تمتلك «جمال حورية آخاذ»، انطباعًا بأن بروك يعيش حالة حب مع الأخوات الأربع في وقت واحد، وهن معه. استخدم بروك علاقته مع مارغري في جمعية فابيان لملاحقة البنات الأخريات.
حول هذا الإنتاج، بدأت الرابطة الفضفاضة للأصدقاء، التي أطلق عليها فيما بعد الوثنيين الجدد من قبل الأخوات ستيفن، تتشكل حول بروك. المجموعة الأساسية أو الدائرة الداخلية هي الأخوات الأربع أوليفييه، وجاستن بروك، وجاك رافيرات، وغوين، وفرانسيس داروين، وكا كوكس. ضم الأعضاء الهامشيون أو الدائرة الخارجية ديفيد غارنت، وجيفري كينز، وسيبيل باي، وإثيل باي، ودودلي وارد، وجودوين باينز، وفيرينك بيكاسي. في وقت لاحق شملت (هيو) بوبهام (1889-1970)، بطل كامبريدج للغوص الذي تزوج برين لاحقًا، وابنة خال برين، روزاليند ثورنيكروفت.
في عام 1909، بدأ التخييم والحياة الخارجية في الظهور، وحلت محل حفلات القراءة بالنسبة للطلاب الجامعيين، مثل تلك التي حضرتها مارغري ونويل في بنك في نيو فورست في عيد الفصح في ذلك العام. كتب بادن باول كتاب الكشافة للأولاد في عام 1908، ودُمج في المناهج الدراسية لمدرسة نويل. تأثر روبيرت بروك كثيرًا بهذا الاتجاه ونظم رحلات تخييم لدائرته، وسافر كثيرًا في أشهر الصيف في كل من إنجلترا وفرنسا، حيث كان لرافيرات قصرًا في برونوي. في يوليو، جمع ديفيد غارنت المجموعة في بنسورست، كينت، بالقرب من مقر إقامته ومقر إقامة أوليفييه في ليمبسفيلد. حضرت أخوات أوليفييه الثلاث الأصغر سنًا، لكن مارغري لم تكن حاضرة لتراقب، ودعا بروك نفسه. اشتهرت عائلة أوليفييه بالسباحة العارية، وأشاروا إليها باسم «السباحة البرية»، مثلما أوضحت غوين رافيرات في السباحون. سبحن هن والرجال في النهر، تحت جنح الظلام، مستخدمين مصابيح الدراجات للإضاءة. كان هذا امتدادًا للروح البدالية التي روجت للسباحة العارية ولكنها فصلت بين الجنسين بعد بلوغ سن الثالثة عشرة. كانت برين عادة مديرة المخيم وطهت كثيرًا، وهذا ما أظهرته إثيل باي في رسمها لموقع نهر بوليو في عام 1910.
كان هناك أيضًا واحد آخر من دائرة بروك، وهو جودوين باينز، طالب الطب في ترينيتي والحائز على جائزة بلو للتجديف. وصِف الانجذاب التي شعر بها برين تجاه باينز في قصيدة بروك الغيرة ولكن عندما تقدم لها باينز بعد ذلك بوقت قصير، رفضته. من الأسباب الأخرى لاتخاذ برين قرار الرفض أن ابنة خالها روزاليند ثورنيكروفت اعتبرت نفسها المقصودة. لم يكن باينز مستعدًا للانتظار إلى أجل غير مسمى، وفي عيد الفصح عام 1910، تقدم لروزاليند أثناء تسلقه الصخور في ويلز، وقبلت به. في صيف عام 1909، دعا بروك أيضًا الأخوات أوليفييه إلى منزل والديه الصيفي في كليفيدون، في سيفيرن، مما أثار ذعر والدته. أظهرت برين تجاهلًا تامًا لآداب السلوك والاتفاقيات. قالت مارغري «تقع المسؤولية على عاتق برين... دائمًا ما يقع الناس في حبها». لخصت السيدة بروك الحدث بقولها «إنهن جميلات، على ما أظن، لكن لا يتمتن جميعهن بالذكاء، إنهن يغازلن بشكل صادم وأخلاقهن مخزية». باعتبارها عضوًا أساسيًا في الوثنيين الجدد، كانت برين واحدة ممن فكروا في الاتفاق الرسمي للمجموعة للم شملهم في محطة بازل في 1 مايو 1933، لبدء حياة جديدة، ورفض التقدم في السن مثل والديهم.
بحلول عام 1910، أدركت برين، التي أصبحت في الثالثة والعشرين من عمرها، أنها لم تحصل على تعليم رسمي أو مهنة ولا أمل لها في الزواج. حاولت أن ترسم وتدربت لفترة من الوقت على يد صائغ في كينت بهدف فتح الاستوديو الخاص بها، لكنها وجدت العمل صعبًا على عينيها، ولا يتوافق مع الإجازات الصيفية الطويلة المعتادة عليها. حرصت والدتها على إبقاء بناتها بالقرب منها، ووافقت برين على أخذ مكان مارغري ودافني في جامايكا عندما عادتا إلى إنجلترا في أكتوبر. قبل مغادرتها، عبرت عن تعاستها لهيو بوبهام، الذي فسرها بطريقة خاطئة واعتبرها دعوة للتقدم لها، لكنها لم تكن مستعدة بعد لذلك، وكان ما يزال طالبًا جامعيًا فقط. في هذه الأثناء، فكر بروك فيما إذا كان بإمكانه الحصول على كل من برين ونويل في رحلاتهما الصيفية، لكنه ودّ التقدم لخطبة الأخيرة قريبًا. في أغسطس من ذلك العام، قدم الوثنيون الجدد عرض فوستوس لمارلو في كامبريدج، اختيرت برين لدور هيلين من تروي في رداء مكشوف وشعر مميز بمسحوق ذهبي، وبروك في دور الجوقة، وكا كوكس في دور الشراهة، ونويل بديلة.